# Hotel los Andes
El Hotel los Andes fue un antiguo hotel y un edificio histórico en la ciudad de Huancayo, Perú. Se encuentra en el corazón de la zona monumental de la ciudad y desde 1988 ha sido declarado Monumento Histórico del Perú.
La casa se ubica en la cuarta cuadra de la Calle Piura, a media cuadra de la Calle Real, la principal vía de la ciudad. Consta de dos plantas destacando, en el primer nivel, cinco puertas y, en el segundo, tres balcones mínimos y con antepechos formados por columnas de madera. Su uso actual es comercial. El 12 de noviembre de 1988 se publicó la Resolución Jefatural N° 284-88-INC/J de fecha 18 de mayo de ese año mediante la cual el Instituto Nacional de Cultura declaró este inmueble como Monumento Histórico Nacional.